# Odważna
Odważna (ang. The Brave One) – amerykańsko-australijski film kryminalny z 2007 roku w reżyserii Neila Jordana.

## Obsada
- Jodie Foster - Erica Bain
- Terrence Howard - detektyw Mercer
- Nicky Katt - detektyw Vitale
- Naveen Andrews - dr David Kirmani
- Mary Steenburgen - Carol
- Ene Oloja - Josai
- Luis Da Silva Jr. - Lee
- Blaze Foster - Cash
- Rafael Sardina - Reed
- Jane Adams - Nicole

i inni

## Nagrody i nominacje
Złote Globy 2007
- Najlepsza aktorka dramatyczna - Jodie Foster (nominacja)